# Льючент
Льючент, Лученте (валенс. Llutxent (офіційна назва), ісп. Luchente) — муніципалітет в Іспанії, у складі автономної спільноти Валенсія, у провінції Валенсія. Населення — 2580 осіб (2010).

## Географія
Муніципалітет розташований на відстані близько 330 км на південний схід від Мадрида, 60 км на південь від Валенсії.

## Демографія
Динаміка населення (INE ):

## Галерея зображень

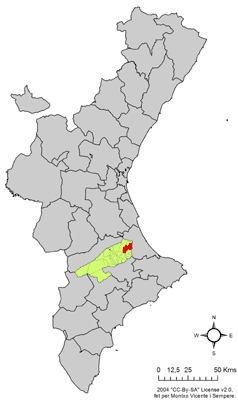
Розташування муніципалітету Льючент у автономній спільноті Валенсія
Розташування муніципалітету Льючент у комарці Вальє-де-Альбайда